# (22222) Hodios
(22222) Hodios ist ein Asteroid aus der Gruppe der Jupiter-Trojaner. Damit werden Asteroiden bezeichnet, die auf den Lagrange-Punkten auf der Bahn des Jupiter um die Sonne laufen.
(22222) Hodios wurde am 30. September 1973 von den niederländischen Astronomen Cornelis Johannes van Houten, Ingrid van Houten-Groeneveld und Tom Gehrels am Palomar-Observatorium (IAU-Code 675) entdeckt. Er ist dem Lagrangepunkt L4 zugeordnet.
Der Asteroid ist nach dem mythologischen griechischen Herold Hodios benannt, der vor Troja zusammen mit dem Herold Eurybates, mit Odysseus und Phoinix als Mitglied der Bittgesandtschaft (Presbeia) Achilleus bewegen wollte, wieder in den Kampf einzugreifen.